# Врацовський потік
Врацовський потік (словац. Vracovský potok) — річка; права притока Колачнянського потоку, протікає в окрузі Партизанське.
Довжина приблизно 7,0—8,0 км. Витік лежить у масиві Трибеч; схил гори Великий Врацов — на висоті приблизно 480 метрів.
Протікає територією сіл Колачно й Великі Угерці.. Впадає в Колачнянський потік на висоті приблизно 275 метрів.